# 50% Off
"50% Off" é o segundo episódio da quinta temporada da série de televisão norte-americana de drama Better Call Saul, derivada de Breaking Bad, e o quadragésimo segundo da série em geral. Foi dirigido por Norberto Barba e teve o seu roteiro escrito por Alison Tatlock. A transmissão original estadunidense do episódio ocorreu na noite de 24 de fevereiro de 2020 através da rede de televisão AMC. Fora dos Estados Unidos, o episódio estreou no serviço de streaming da Netflix em vários países.

## Enredo
Victor e Tyrus sequestram Nacho tarde da noite e o levam até a presença de Gus. Enquanto seus homens ameaçam Manuel, o pai de Nacho, Gus exige que Nacho faça com que Lalo ganhe sua confiança, para que ele pudesse obter informações privilegiadas sobre os Salamancas. Hector confirma para Lalo que Gus está protegido pelo cartel porque é o principal produtor dos lucros de drogas ilegais da organização.
Enquanto isso, dois usuários de drogas que receberam cinquenta porcento de desconto do cartão de visita de Saul fazem badernas pela cidade por vários dias. Eles compram numerosos saquinhos de cocaína na casa onde as drogas dos Salamancas são vendidas, porém os sacos ficam presos no cano de esgoto (que servia como o canal por onde a droga era entregue ao cliente), o que os faz reclamar em voz alta. A polícia chega no momento em que Domingo consegue retirar as drogas do cano. Ele então é preso em flagrante e a polícia se prepara para invadir a casa. Nacho sobe nos telhados e furtivamente consegue entrar na casa para recuperar o estoque de drogas antes da entrada da polícia. Lalo fica bastante impressionado com Nacho, mas teme que Domingo possa falar alguma coisa na prisão.
Mike ainda está chateado com a morte de Werner e tenta afogar suas mágoas na bebida. Enquanto toma conta de Kaylee, ele tem um acesso de raiva depois que ela começa a pedir detalhes sobre o seu falecido pai.
Kim continua apreensiva com Jimmy praticando direito como Saul Goodman. Jimmy e Kim veem uma casa que está à venda e ele sugere que eles pensem em comprá-la. Kim diz a Jimmy que aprecia sua tentativa de ajudá-la a induzir seu cliente a aceitar um acordo favorável, mas também deixa claro que não quer obter sucesso com mentiras.
Jimmy encorpora sua personalidade de Saul Goodman no tribunal e evita julgamentos enquanto obtém pechinchas favoráveis para seus clientes, gerando taxas e produzindo uma alta rotatividade de casos. A promotora assistente Ericsen, que suspeitava de Jimmy desde quando fechou um acordo com ele após a prisão de Huell Babineaux, resiste aos apelos de Saul e insiste em resolver formalmente seus casos pendentes durante uma consulta previamente agendada. Howard convida Jimmy/Saul para almoçar e Jimmy fica inquieto com a lembrança de seu passado. Saul paga a um preso sob custódia, irmão de um de seus clientes, para que ele desligasse o elevador do tribunal enquanto Saul está dentro dele junto com Ericsen, o que o permite fazer vários acordos favoráveis informalmente. Nacho chega depois que Jimmy sai do tribunal e o força a entrar em seu carro.

## Produção
Segundo o showrunner Peter Gould e a roteirista Alison Tatlock, o episódio apresenta dois easter eggs relacionados a Breaking Bad na medida em que o enredo de Better Call Saul se aproxima da dita cuja. Um deles é a origem do apelido de Domingo, "Krazy 8" (ocho loco), que é dito por Lalo durante um jogo de pôquer que Domingo perde por acreditar no blefe de Lalo logo depois de ter dobrado sua aposta do que teria seria uma mão vencedora de oitos. A segunda referência apresentada é a introdução do fone de ouvido bluetooth de Saul que ele frequentemente usava em Breaking Bad.

## Recepção

### Crítica
"50% Off" foi aclamado pela crítica especializada. De acordo com os dados agregados no Rotten Tomatoes, ele obteve uma classificação perfeita de 100% com uma pontuação média de 8.14 de 10 com base em 19 avaliações. O consenso crítico do site diz: "'50% Off ' não é um capítulo de barganha, estabelecendo a temporada no ritmo familiar de Better Call Saul enquanto dá grandes passos ao unir os mundos paralelos da série."

### Audiência
"50% Off" foi assistido por 1,06 milhões de telespectadores em sua transmissão original nos Estados Unidos, sendo este um índice inferior aos 1,60 milhões de telespectadores que assistiram ao episódio de estreia da temporada na noite anterior. Por conta disso, este foi o episódio menos visto da série até agora.